# فرودگاه لیک ستی میونیسپل
فرودگاه لیک ستی میونیسپل  (به انگلیسی: Lake City Municipal Airport (Florida)) یک فرودگاه همگانی بهره‌برداری هوایی با کد یاتا LCQ است که یک باند فرود آسفالت دارد و طول باند آن ۲۴۳۹ متر است. این فرودگاه در شهر لیک سیتی، فلوریدا کشور ایالات متحده آمریکا قرار دارد و در ارتفاع ۶۱ متری از سطح دریا واقع شده است.